# جیمینتون کمپاز
جیمینتون کمپاز (انگلیسی: Jaminton Campaz؛ زادهٔ ۲۴ مهٔ ۲۰۰۰) بازیکن فوتبال اهل کلمبیا است.
از باشگاه‌هایی که در آن بازی کرده‌است می‌توان به باشگاه فوتبال گرمیو اشاره کرد.
وی همچنین در تیم‌های ملی فوتبال زیر ۱۷ سال و بزرگسالان کلمبیا بازی کرده‌است.

## دوران باشگاهی
در ماه اوت ۲۰۲۱، کمپاز با قراردادی که تا دسامبر ۲۰۲۵ اعتبار دارد از دپورتس تولیما به باشگاه فوتبال گرمیو که در لیگ سری آ برزیل حضور دارد پیوست و در تاریخ ۸ فوریه ۲۰۲۳ به صورت قرضی راهی باشگاه فوتبال روساریو سنترال شد.

## دوران ملی
کمپاز برای اولین بار برای بازی‌های کوپا آمریکا ۲۰۲۱ به ترکیب تیم ملی فوتبال کلمبیا فراخوانده شد و در همین رقابت‌ها، در تاریخ ۱۷ ژوئیه ۲۰۲۱ اولین بازی ملی خود را در مقابل ونزوئلا انجام داد.